# داريو فيدوشيتش
داريو فيدوشيتش (بالإنجليزية: Dario Vidošić) (مواليد 8 أبريل 1987 في أوسييك) لاعب كرة قدم أسترالي يلعب حاليا لصالح نادي نورمبرغ الألماني.

## روابط خارجية
- داريو فيدوشيتش على موقع الاتحاد الدولي (مؤرشف)  (الإنجليزية)
- داريو فيدوشيتش على موقع دوري كوريا الجنوبية (الإنجليزية)
- داريو فيدوشيتش على موقع قاعدة بيانات كرة القدم.إي يو (الإنجليزية)
- داريو فيدوشيتش على موقع بيانات كرة القدم. دي إي (الألمانية)
- داريو فيدوشيتش على موقع ناشيونال فوتبول تيمز (الإنجليزية)
- داريو فيدوشيتش على موقع Soccerway.com (الإنجليزية)
- داريو فيدوشيتش على موقع عالم كرة القدم.نت (الإنجليزية)
- داريو فيدوشيتش على موقع AS.com (الإسبانية)